# Yushang (sockenhuvudort i Kina, Zhejiang Sheng, lat 27,57, long 118,99)
Yushang (kinesiska: 山根, 淤上, 淤上乡) är en sockenhuvudort i Kina. Den ligger i provinsen Zhejiang, i den östra delen av landet, omkring 320 kilometer söder om provinshuvudstaden Hangzhou. Antalet invånare är 5 150. Befolkningen består av 2 495 kvinnor och 2 655 män. Barn under 15 år utgör 20,0 %, vuxna 15-64 år 66 %, och äldre över 65 år 12,0 %.
Runt Yushang är det ganska tätbefolkat, med 93 invånare per kvadratkilometer. Närmaste större samhälle är Chaping, 19,9 km sydväst om Yushang. I omgivningarna runt Yushang växer i huvudsak blandskog.
Genomsnittlig årsnederbörd är 2 342 millimeter. Den regnigaste månaden är juni, med i genomsnitt 422 mm nederbörd, och den torraste är oktober, med 61 mm nederbörd.